# Glaspalatset
För pilträdet, se Glaspalatspilen.

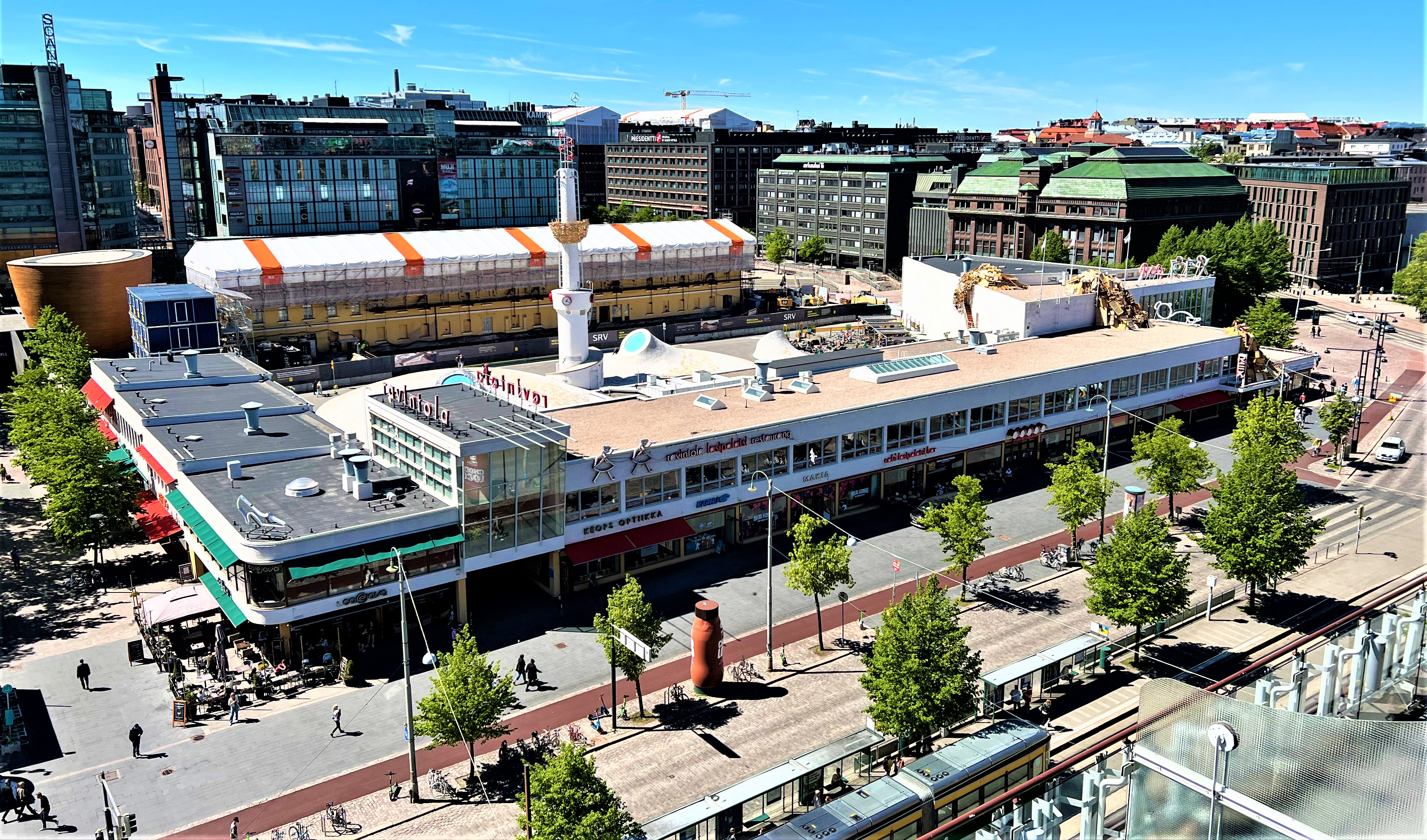
Glaspalatset vid Mannerheimvägen, med Simonsgatan åt vänster. Bakom Glaspalatstorget Kulturkasernen under byggnation, 2022.

Glaspalatset (finska: Lasipalatsi) är en funktionalistisk affärsbyggnad i stadsdelen Kampen vid Mannerheimvägen i centrala Helsingfors. Byggnaden är en av de mest framstående funkisbyggnaderna i staden. 
På tomten låg tidigare Åbo kaserns huvudbyggnad, som förstördes i finska inbördeskriget 1918. Arkitekterna Viljo Revell, Heimo Riihimäki och Niilo Kokko ritade byggnaden, som stod klar 1936. Ursprungligen planerades byggnaden, som innehöll affärsutrymmen, restauranger och en biograf, vara tillfällig. Den skulle sedan rivas för att ersättas av en större affärsbyggnad. Varubodens dagligvaruaffär, Siemens och Valios mjölkbar var under decennier Glaspalatsets mest synliga företag. Då Bio Rex färdigställdes, var den en av stadens största biografer och där ordnades festliga premiärer för inhemska filmer.
De ursprungliga planerna att riva Glaspalatset sköts upp under årtionden framöver. Byggnaden reparerades inte heller, eftersom dess öde var oklart. Först när byggnadsnämnden vid vite krävde att fasaden åtgärdades, reparerade staden ytterväggarna. Sommaren 1985 byttes den gamla gråaktiga färgen mot vit puts. Stadsborna motsatte sig en rivning av byggnaden i flera repriser och också Museiverket flaggade för att skydda byggnaden. 
Efter flera år av förfall skyddades Glaspalatset i stadsplanen och byggnaden grundrenoverades 1998 till ett kultur- och mediecentrum med kaféer och medieföretag. Bio Rex specialiserade sig på att förevisa "smala" filmer.
I januari 2016 påbörjades en restaurering samt en tillbyggnad med utställningslokaler under det bakomliggande Glaspalatstorget för ett nytt konstmuseum, Amos Rex, finansierat i sin helhet av Konstsamfundet. Museet invigdes 2018 och året därpå köpte Konstsamfundet hela Glaspalatset.
Rundradions TV-morgonprogram direktsändes från Glaspalatset 1998–2007.

## Bildgalleri

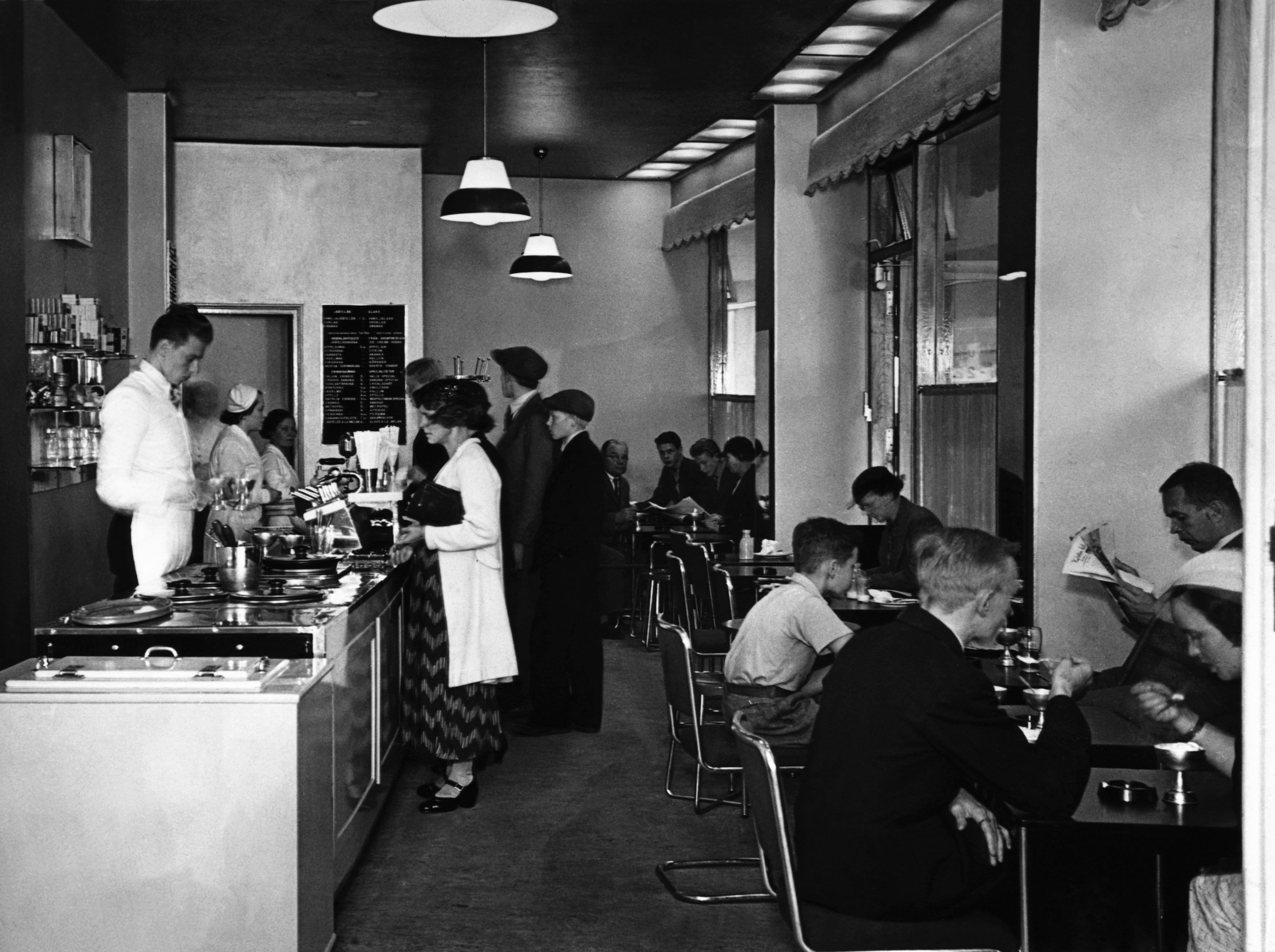
Glassbaren i Glaspalatset, 1936
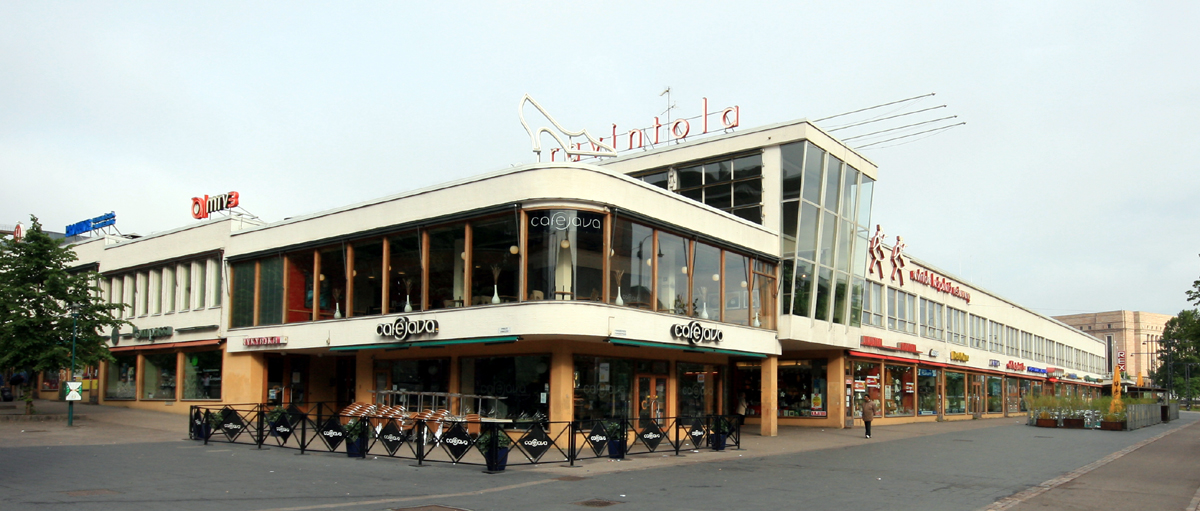
Fasaderna mot Simonsgatan och Mannerheimvägen, 2007
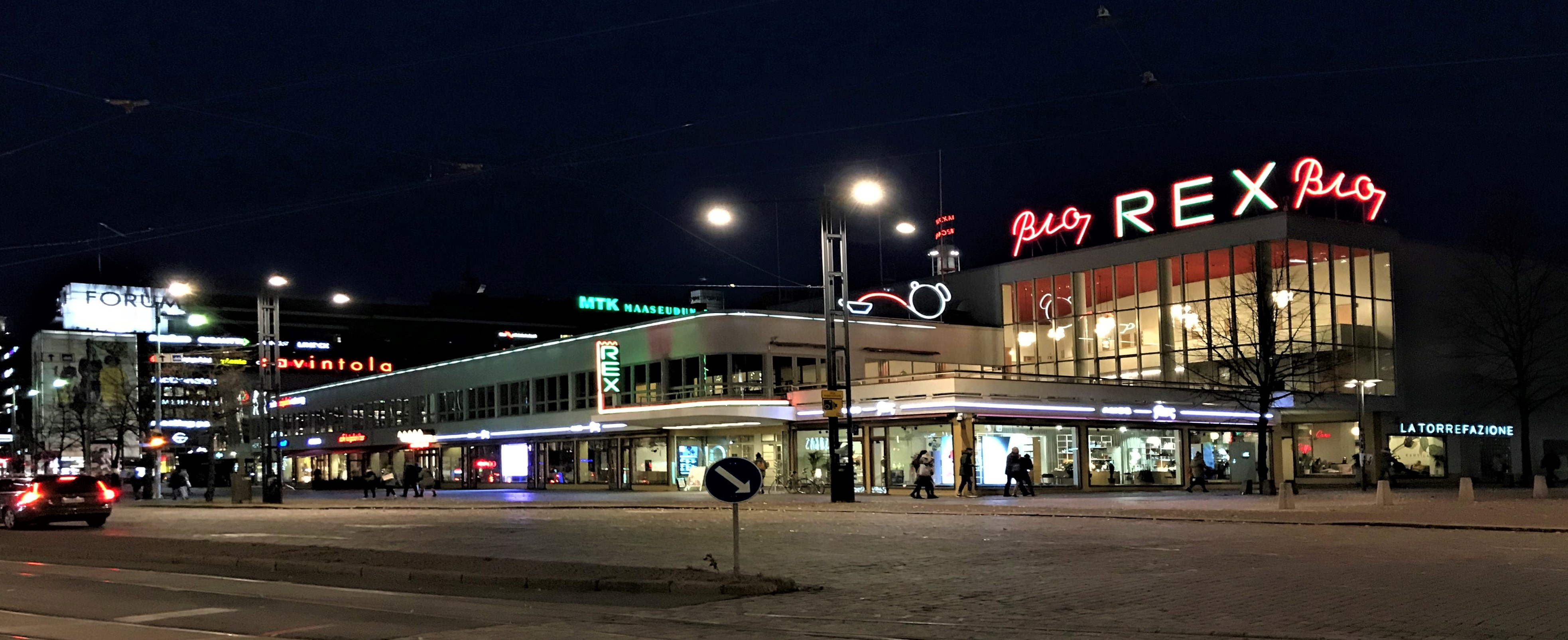
Amos Rex och Bio Rex, 2018
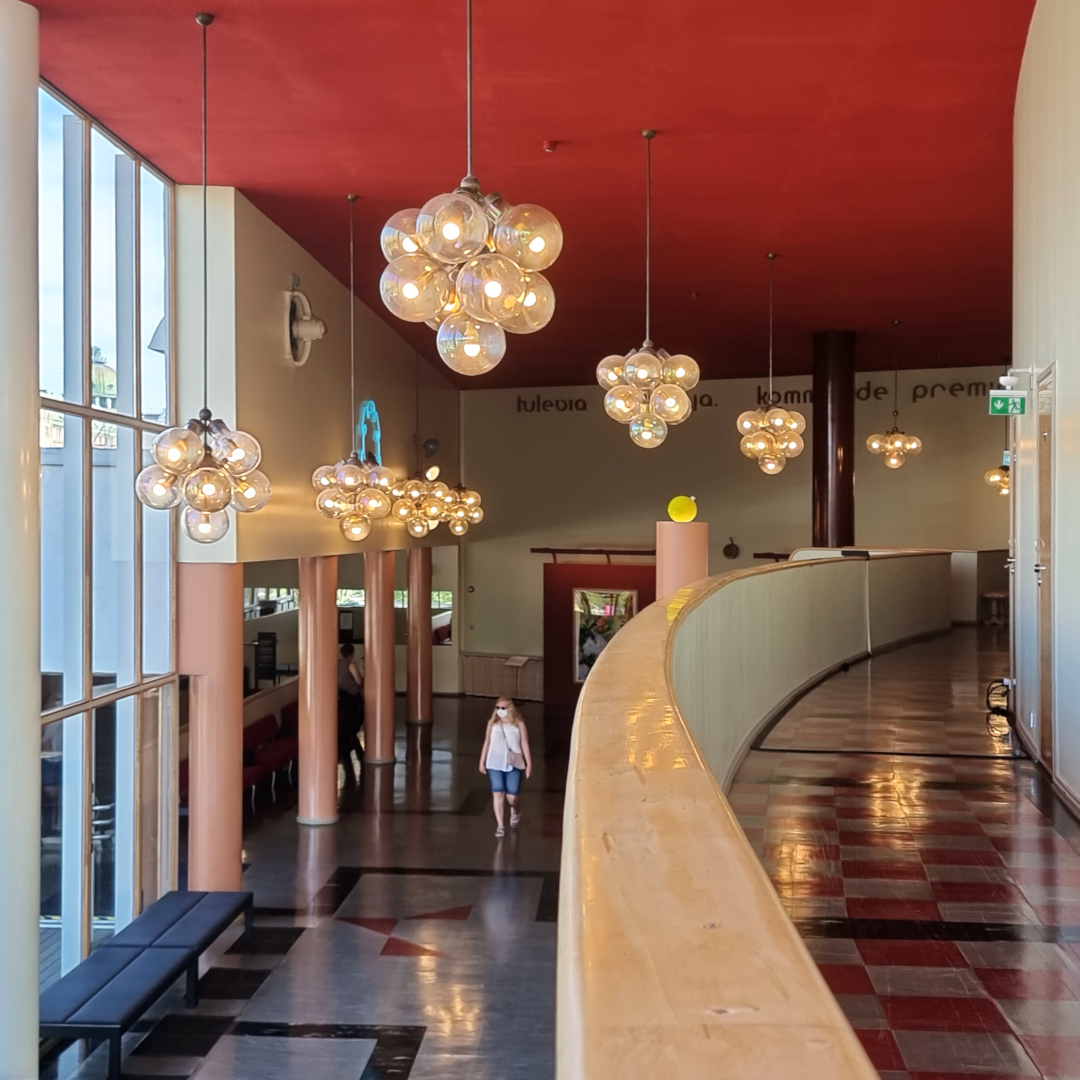
Bio Rex aula, 2021
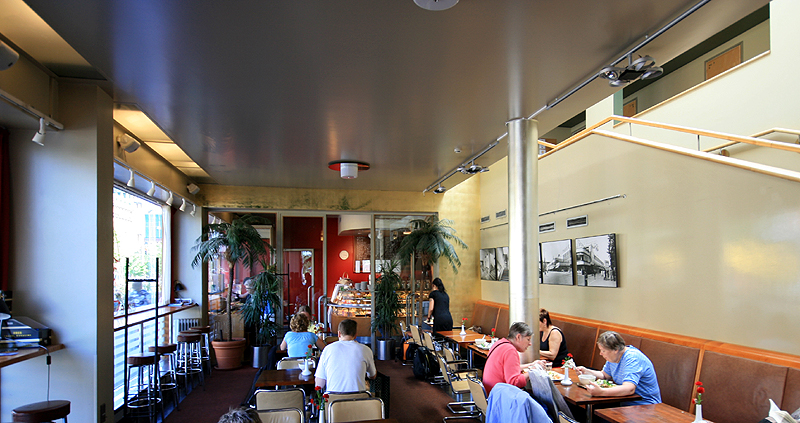
Kaféet